# Rilu Rilu Fairilu

Rilu Rilu Fairilu (リルリルフェアリル, Riru Riru Feariru) est un personnage franchisé créé dans une collaboration entre Sanrio et Sega Sammy Holdings, et illustré par le concepteur de personnage Miyuki Okumura. C'est la deuxième franchise de Sanrio à être traitée par deux entreprises, la première étant Jewelpet. La franchise est officiellement lancée en mars 2016,.
Une adaptation en anime par le Studio DEEN est diffusée sur toutes les stations TXN au Japon le 6 février 2016.

## Histoire
Dans un étrange monde magique, une Fairilu est une fée née dans une fleur. Chaque Fairilu a sa propre clé magique pour ouvrir la Porte Féérique ; si elle ouvre la porte de droite, elle peut lancer des sorts. Chaque Fairilu naît avec un mélange de similitudes avec des fleurs et des animaux. Lip (la lèvre), l'une des Fairilu, essaie de se faire des amis.

## Personnages
Lip (りっぷ, Rippu)
voix japonaise : Yumiri Hanamori
Une Fairilu nouveau-née venant d'une tulipe, enfant au début puis devenant adulte. Elle finit par utiliser sa clef magique dans la porte de droite, ses mots magiques sont "Rabbit of Tulip ! Tulip Lip" (うさぎ ちゅりっぷ ! ちゅりっぷ りっぷ) et ses similitudes sont une tulipe rose et un lapin.
Himawari (ひまわり, Himawari)
voix japonaise : Aya Uchida
Une camarade de classe de Lip, gaie et lumineuse, ses mots magiques sont « Souris de tournesol ! » Himawari-ri (ねずみ ひまわり ! ひまわりり) et ses similitudes sont un tournesol jaune et une souris
Sumire (すみれ, Sumire)
voix japonaise : Rina Hidaka
Une camarade de classe de Lip, élève de la plupart des disciplines, ses mots magiques sont « Chat de lierre ! » Sumire-re ("ねこ すみれ ! すみれ れ") et ses similitudes sont un lierre violette et un chat.
Rose (ローズ, Rōzu)
voix japonaise : Aina Kusuda
La supérieure de Lip, une jeune fille dont les mots magiques sont « Lion de rose ! » Rose-se ("しし ローズ ! ろー す す") et ses similitudes sont une rose rouge et un lion.

## Médias

### Produits dérivés
La franchise a été annoncée le 11 décembre 2015, deuxième collaboration entre Sanrio et Sega Sammy Holdings, conçue pour les jeunes femmes. Il est aussi révélé que la série aura des thèmes relatifs aux fleurs et aux clés, aux sirènes et aux insectes, avec des personnages basés de ces thèmes. Des marchandises de la série, y compris de la papeterie, des jouets et des vêtements sont commercialisés à partir de mars 2016. En jeu vidéo, le personnage apparaît dans un épisode de la série Apron of Magic,.
Plus d'informations sur la franchise ont été dévoilées lors dee la Sanrio Expo 2016 le 30 janvier 2016, avec la Sanrio Puroland, la mascotte de Lip.

### Anime
Une adaptation en anime de la série, intitulée Rilu Rilu Fairilu ~ Yousei no Door ~ (リルリルフェアリル～妖精のドア～, Riru Riru Feari Ru~ Yōsei no doa ~, "Rilu Rilu Fairilu ~ The Fairy's Door ~") est officiellement réalisée par le Studio DEEN et a commencé à être diffusée sur toutes les stations TXN au Japon le 6 février 2016, en remplacement de Jewelpet Magical Change: Dream Selection. Elle est dirigée par Sakura Gojo et écrite par Aya Matsui (Boys Over Flowers, Marmalade Boy, Tamagotchi!). Le générique d'ouverture est Brand New Days du groupe de K-pop Apink,. Le premier générique de fin est Key of life de Shiggy Jr, et le second est "Kera Kera Acchi Muite Hoi!" (ケラケラあっちむいてホイ!, "Kera Kera Face that Way!") de Kera Kera. Elle est diffusée en France et s'intitule Rilu Rilu Fairilu, au forêt des féeriques à partir du 2 mai 2020 sur la chaine Télétoon+[réf. nécessaire].